# SICK6SIX
SICK6SIX – minialbum studyjny polskiego rapera Słonia oraz holenderskiej grupy hip-hopowej Dope D.O.D..

## Lista utworów
1. "JCVD" (produkcja: PSR) – 3:01
2. "3m Dick" (produkcja: The Returners) – 4:32
3. "BrainDope" (gościnnie: Wombat; produkcja: Chris Carson) – 3:12
4. "GTFO" (produkcja: 2K x Sergiusz) – 4:03
5. "GhostTown Strangler" (gościnnie: Profesor Smok x Simon Roofless; produkcja: Chubeats) – 3:56
6. "Make'em Bleed" (gościnnie: DJ Soina; produkcja: Chubeats) – 3:27
7. "Fxckd Up" (produkcja: APmg) – 4:06
8. "Xmas 2019" (produkcja: Chubeats) – 3:38

## Listy sprzedaży
| Lista | Kraj   | Pozycja |
| ----- | ------ | ------- |
| OLiS  | Polska | 4       |